# Gene Lockhart
Eugene "Gene" Lockhart (London, Ontario; 18 de julio de 1891 - Santa Mónica, California; 31 de marzo de 1957) fue un actor cinematográfico y televisivo canadiense, además de cantante, dramaturgo y letrista de canciones populares.

## Primeros años
Nacido en London (Ontario), Lockhart estudió en varias escuelas canadienses y en la Brompton Oratory School de Londres, Inglaterra. Además, en esa época jugaba al fútbol canadiense con los Toronto Argonauts. Su debut como artista profesional tuvo lugar a los seis años de edad, actuando con The Kilties Band of Canada, y a los 15 años interpretaba sketches junto a la actriz Beatrice Lillie. 

## Carrera
Lockhart tuvo una larga carrera teatral. Además, escribió teatro de manera profesional y enseñó artes dramáticas en la Escuela Juilliard de la ciudad de Nueva York. También escribió números teatrales, shows radiofónicos, letras de canciones y artículos para revistas teatrales y radiofónicas.
Su debut teatral en el circuito de Broadway ocurrió en 1916, con el musical  The Riviera Girl. Fue miembro de la obra itinerante The Pierrot Players, para la cual escribió la historia y las letras. En esta pieza se presentaba la canción The World Is Waiting for the Sunrise, para la cual Lockhart escribió la letra en colaboración con el compositor canadiense Ernest Seitz (esta canción alcanzó la popularidad en la década de 1950 de la mano de Les Paul y Mary Ford). Lockhart también escribió y dirigió la revista musical representada en Broadway Bunk of 1926, y cantó en El murciélago para la San Francisco Opera Association.  
Sin embargo, Lockhart es sobre todo recordado por su trabajo cinematográfico. Su primera actuación en el cine llegó en 1922 con Smilin' Through, en el papel del Rector, y su primera cinta sonora fue By Your Leave (1934), en la que encarnaba al playboy Skeets. Lockhart posteriormente llegó a intervenir en más de 300 películas. A menudo encarnaba a malvados, destacando su papel de Regis en Algiers, versión estadounidense de Pépé le Moko, que le valió una nominación al Oscar al mejor actor de reparto. También fue Georges de la Trémouille en el famoso film de 1948 film, Joan of Arc, protagonizado por Ingrid Bergman. Interpretó a una serie de "tipos buenos" en papeles de reparto, como el caso de Bob Cratchit en A Christmas Carol y el juez de Miracle on 34th Street. Además es afectuosamente recordado como el Starkeeper en la versión para el cine rodada en 1956 de la obra de Richard Rodgers y Oscar Hammerstein II Carousel. Otro papel destacado fue el de un torpe sheriff en His Girl Friday, con Cary Grant y Rosalind Russell, y el de un médico en El lobo de mar (1941), adaptación de una novela de Jack London. Su último papel cinematográfico fue el del Presidente del Equity Board en el film de 1957 Jeanne Eagels.
En el circuito de Broadway Lockhart fue el Tío Sid en la única comedia de Eugene O'Neill, Ah, Wilderness!, y sustituyó a Lee J. Cobb como Willy Loman en la representación original de Muerte de un viajante.
A Lockhart se le concedieron dos estrellas en el Paseo de la Fama de Hollywood, una en el 6307 de Hollywood Boulevard por su trabajo cinematográfico, y otra en el 6681 de la misma vía por su actividad televisiva.

## Vida personal
Lockhart estuvo casado con Kathleen Lockhart, fue el padre de June Lockhart y abuelo de Anne Lockhart.
Gene Lockhart falleció a causa de un infarto agudo de miocardio en 1957 en  Santa Mónica (California). Tenía 65 años de edad. Fue enterrado junto a su esposa en el Cementerio de Holy Cross, en Culver City (California).

## Selección de su filmografía
| - Smilin' Through (1922) - By Your Leave (1934) - Crime and Punishment (Crimen y castigo) (1935) - Times Square Playboy (1936) - Los peligros de la gloria (1937) - Too Many Wives (1937) - Algiers (Argel) (1938) - Blondie (1938) - A Christmas Carol (1938) - Sweethearts (1938) - The Story of Alexander Graham Bell (El gran milagro) (1939) - Geronimo (1939) - His Girl Friday (1940) - Abe Lincoln in Illinois (1940) - Edison the Man (Edison, el hombre) (1940) - A Dispatch from Reuter's (1940) - El lobo de mar (1941) - Meet John Doe (1941) - Billy the Kid (Billy el niño) (1941) - One Foot in Heaven (1941) - The Devil and Daniel Webster (1941) - Murieron con las botas puestas (1941) - Los verdugos también mueren (1943) - Mission to Moscow (1943) - Northern Pursuit (1943) | - The Desert Song (1943) - Going My Way (1944) - Man from Frisco (1944) - The House on 92nd Street (La casa de la calle 92) (1945) - Que el cielo la juzgue (1945) - A Scandal in Paris (1946) - The Strange Woman (Extraña mujer) (1946) - Miracle on 34th Street (1947) - The Shocking Miss Pilgrim (1947) - Apartment for Peggy (1948) - Juana de Arco (1948) - Madame Bovary (1949) - The Inspector General (1949) - I'd Climb the Highest Mountain (1951) - The Lady from Texas (1951) - A Girl in Every Port (1952) - Bonzo Goes to College (1952) - Androcles and the Lion (1952) - Hoodlum Empire (1952) - Down Among the Sheltering Palms (1953) - Francis Covers the Big Town (1953) - World for Ransom (1954) - The Vanishing American (1955) - Carousel (1956) - The Man in the Gray Flannel Suit (El hombre del traje gris, 1956) - Jeanne Eagels (1957) |

## Premios y distinciones
Premios Óscar
| Año  | Categoría              | Película | Resultado |
| ---- | ---------------------- | -------- | --------- |
| 1939 | Mejor Actor de Reparto | Argel    | Nominado  |